# František Weber
František Weber (28. února 1908 Podivín - 1. září 1991 Praha) byl český letec, generálmajor letectva a nositel hodnosti RAF Wing Commander.

## Mládí
Po maturitě na hodonínském reálném gymnáziu absolvoval v letech 1928-1930 na vlastní žádost Školu pro důstojníky letectva v záloze v Prostějově s kvalifikací leteckého pozorovatele a následně byl zařazen k Leteckému pluku č. 3 v Piešťanech. K 1. prosinci 1929 dosáhl hodnosti podporučík prezenční služby. V letech 1930-1932 absolvoval studium na Vojenské akademii v Hranicích. Vyřazen byl v hodnosti poručík pěchoty. Poté byl převelen k Pěšímu pluku 7 v Nitře. V roce 1933 převelen k Leteckému pluku 4, 14. pozorovací letka, na letiště v Hradci Králové a dále pak k Leteckému pluku 5, 82. bombardovací letka, Praha-Kbely. V Praze absolvoval kurz létání v noci, v Olomouci mechanický kurz a v Prostějově na vlastní žádost prodělal pilotní výcvik.

## Vojenská kariéra
V roce 1935 byl, jako novopečený pilot, převelen k Leteckému pluku 4, 40. stíhací letka, do Hradce Králové. zařazen jako stíhač na letounech Avia BH-33 a Avia B-534. Od 1. září 1936 působil na Vojenské akademii v Hranicích jako velitel čety vojenských akademiků a cvičitel vojenského výcviku v hodnosti nadporučík. K 1. srpnu 1938 je převelen k Leteckému pluku 1 „T. G. Masaryka“ do Pardubic. Od 28. září 1938 zařazen k peruti III/4 „Kazatel“ do funkce velitele 47. stíhací letky „Dobyvatel“. 15. října 1938 převelen na Slovensko k 3. armádě. Poté byl odvelen zpět do Pardubic.

## V exilu
14. ledna 1940 odešel tajně z Prahy, kde v té době bydlel, s úmyslem dostat se do zahraničí. Po překročení hranice mezi Protektorátem Čechy a Morava a Slovenskem se přes Maďarsko, Rumunsko a Jugoslávii dostal až do Bejrútu. Dále pokračoval v cestě přes Alexandrii a Alžír až do Francie. Do Anglie se dostal 7. července 1940 a přes sběrný tábor Cosford se dostal k 310. čs. stíhací peruti. Prodělal výcvik u 6.OTU a byl zařazen k 145. stíhací peruti. V lednu 1940 se vrátil zpět k 310. a od 10. prosince velel letce „B“. Od 28. února 1941 převzal od Alexandra Hesse funkci velitele perutě. Dne 11. ledna 1942 po zranění, utrpěném při havárii, předčasně odešel z aktivní letecké služby. Velení perutě po něm dne 7. dubna 1942 převzal S/Ldr František Doležal.
Po propuštění z nemocnice nastoupil na Inspektorát československého letectva (IČL) v Londýně a působil také v kanceláři presidenta republiky. 8. listopadu 1943 byl jmenován čs. spoluvelitelem 134. čs. stíhacího křídla ve funkci velitele jeho pozemní části. Zároveň byl povýšen do britské hodnosti Wing Commander. V dubnu 1944 předal funkci a vrátil se zpět na IČL, do studijní skupiny. Koncem roku 1944 onemocněl zánětem pohrudnice a do vlasti se vrátil až 11. března 1946.

## Po válce
V květnu 1946 byl přeřazen od Ministerstva národní obrany (MNO) na Ministerstvo vnitra do funkce zástupce velitele letectva SNB. Rok poté byl přeřazen do Domu vojenských letců jako správce. Zpět na MNO se vrátil až v březnu 1948 na hlavní štáb velitelství letectva - Obrana proti letadlům. 2. února 1949 byl odeslán na nucenou dovolenou a následně propuštěn z řad výkonných letců. 31. prosince 1949 po superarbitračním řízení odešel jako padesátiprocentní invalida do výslužby.
10. ledna 1950 byl neoprávněně zatčen ve svém pražském bytě a až do 19. července 1951 vězněn v TNP Mírov společně s dalšími piloty Františkem Fajtlem nebo Ottou Hrubým. K 11. 8. 1950 byl také degradován. Propuštěn byl až v souvislosti s rušením tábora. Po propuštění pracoval jako pomocný dělník v jednom pražském zahradnictví a také jako účetní v podniku PREFA. V roce 1965 byl rehabilitován a byla mu navrácena hodnost.
Po listopadu 1989 byl povýšen do hodnosti generálmajor ve výslužbě a byl mu udělen Řád Milana Rastislava Štefánika.

## Hrob
Pohřben je na Olšanských hřbitovech I, v rodinném hrobě sochaře a kameníka Václava Žďárského (1854–1912), část VI, oddělení 8, hrob 110. Jméno Františka Webera není uvedeno na náhrobní desce, nachází se zde informační tabule.

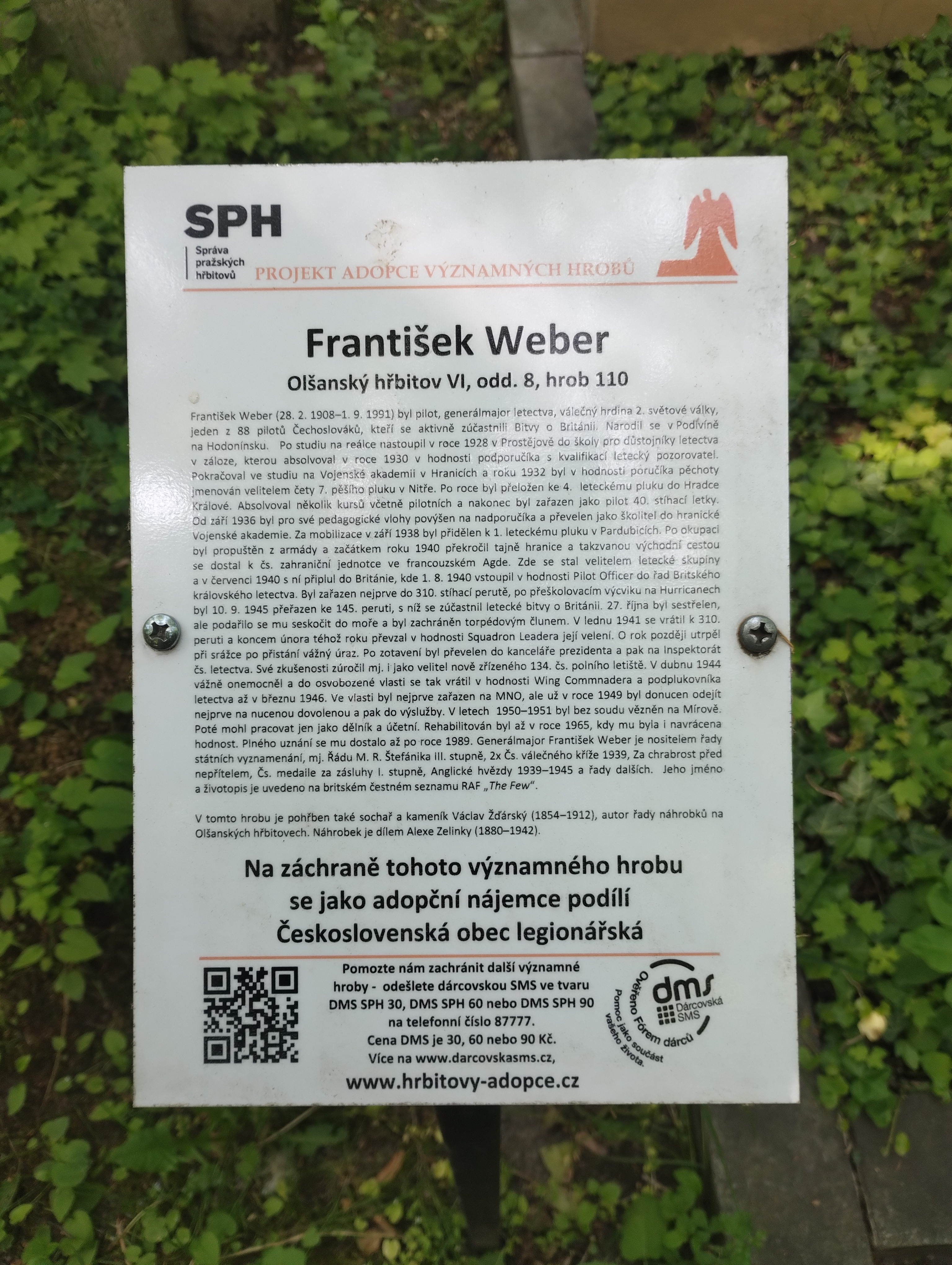
Informační tabule u hrobu Františka Webera na Olšanských hřbitovech
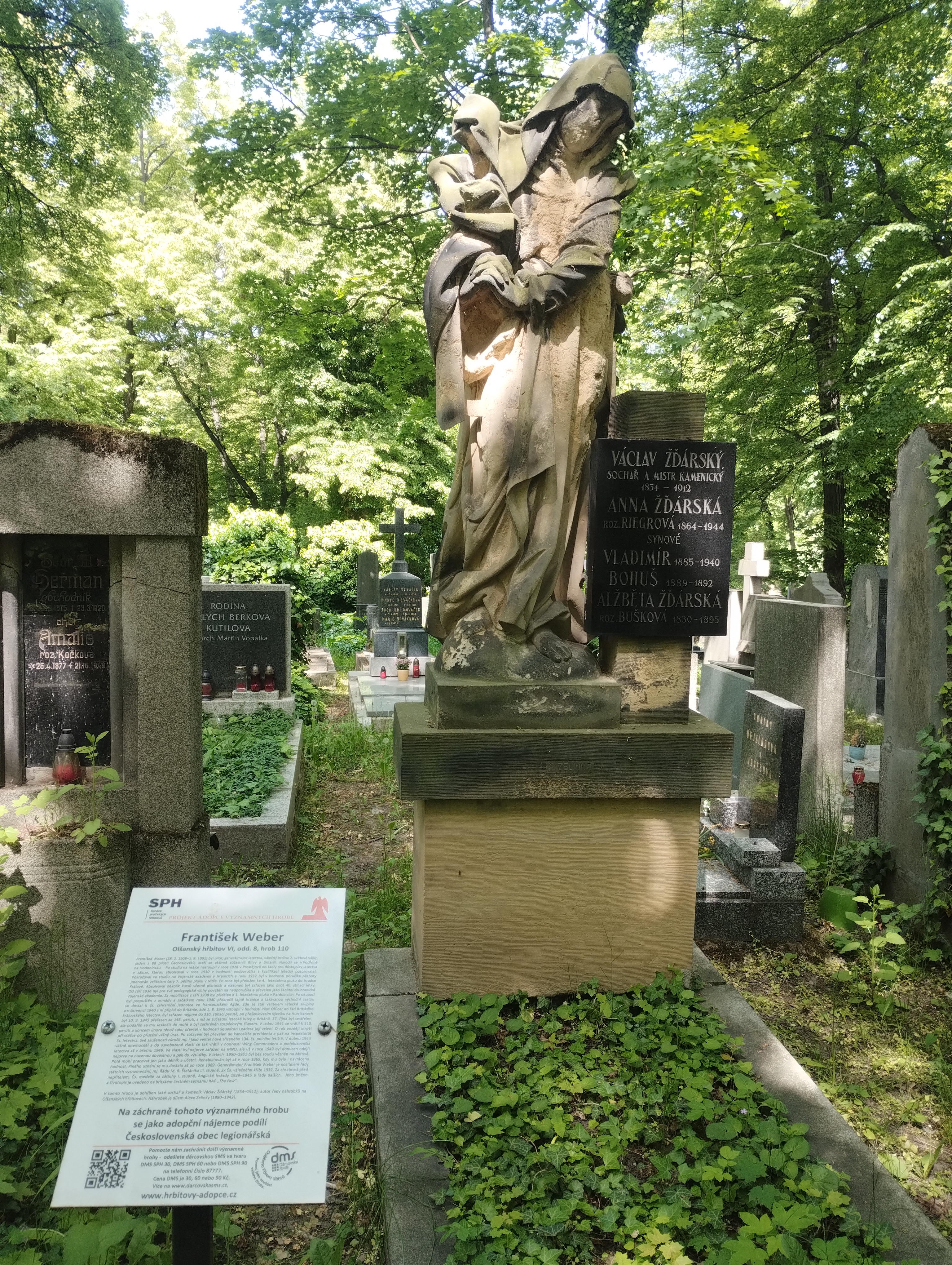
Hrob Františka Webera na Olšanských hřbitovech
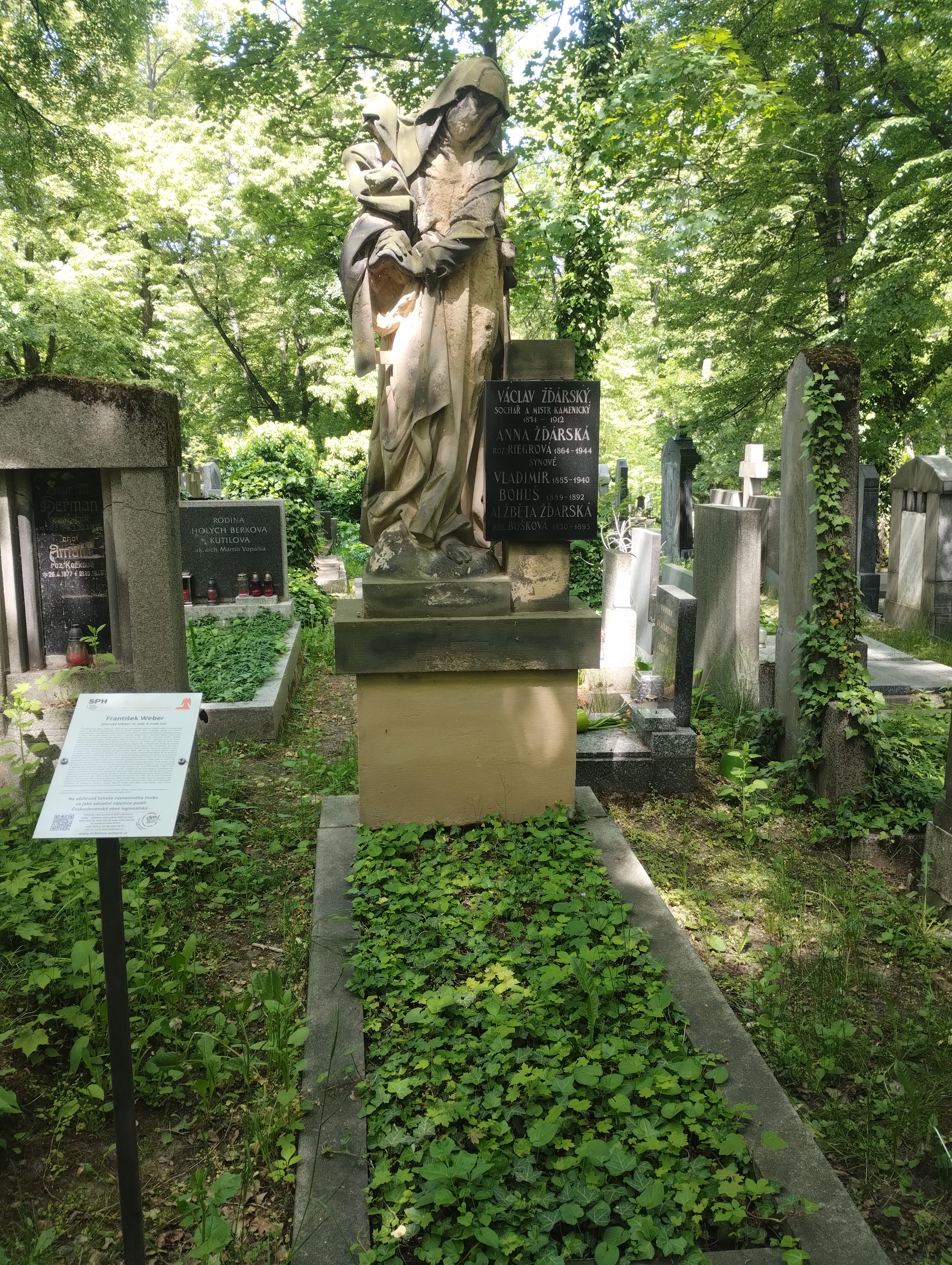
Hrob Františka Webera na Olšanských hřbitovech
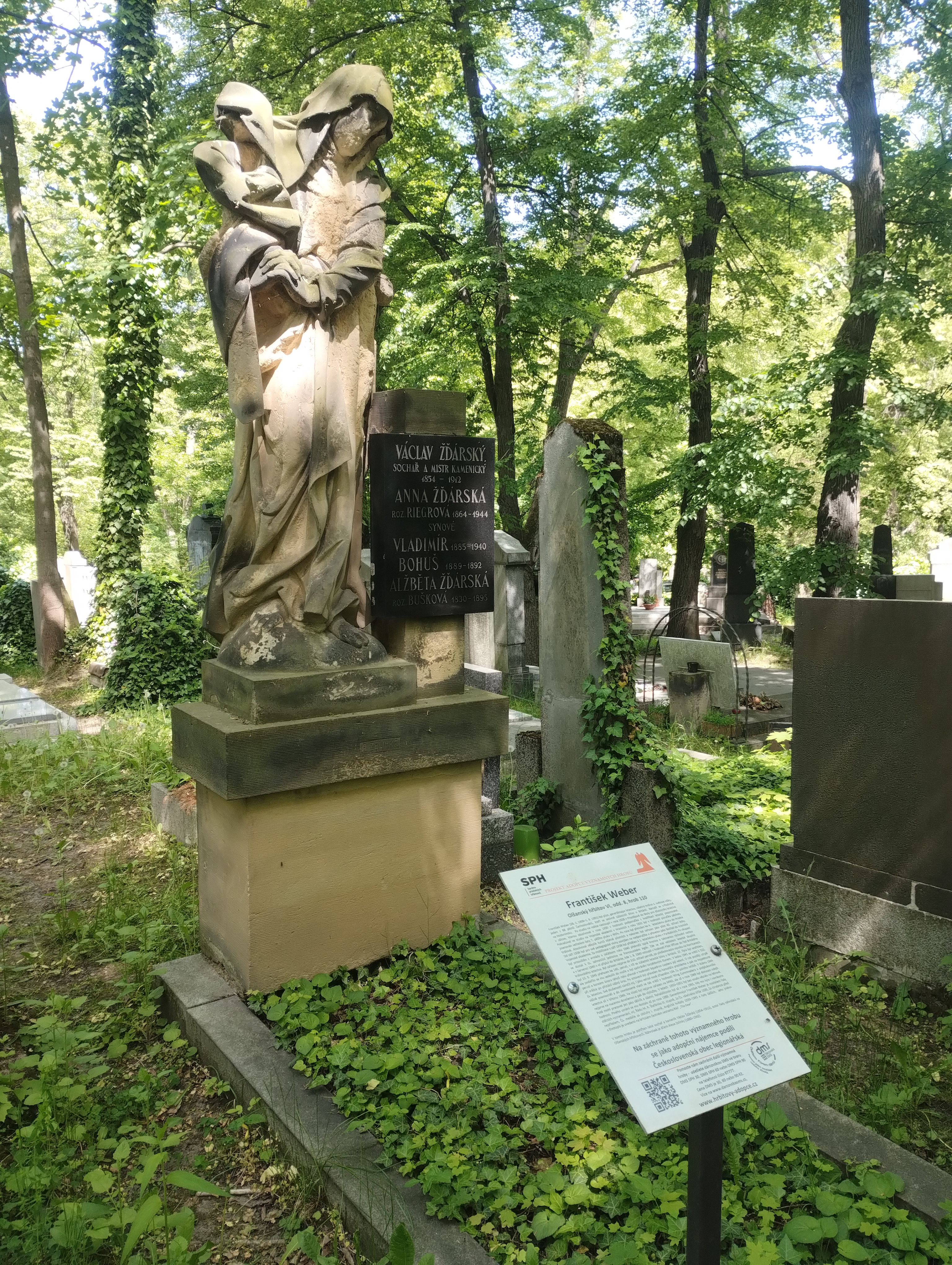
Hrob Františka Webera na Olšanských hřbitovech

## Vyznamenání
- V roce 1991, již v hodnosti generálmajora v.v., vyznamenán prezidentem republiky Řádem Milana Rastislava Štefánika III. stupně[5]. Dále byl nositelem těchto vyznamenání a medailí:
- 2x Československý válečný kříž 1939
- 2x Čs. medaile Za chrabrost
- Čs. medaile Za zásluhy I. stupně
- Pamětní medaile čs. zahraniční armády (Francie, Anglie)
- Anglickou hvězdu 1939-1945 (bitva o Anglii), hvězdu za Afriku, hvězdu za Evropu, Obrannou medaili a Válečnou medaili.
- Sovětské vyznamenání Za vítězství nad Německem.

Byl nositelem pilotního odznaku „Polní letec 1923-1939“ čs. pilotů 1. republiky, pilotního odznaku RAF a odznaku Zasloužilý letec.

## Připomínky
- Na domě v Praze 6 Bubenči, Rooseveltova 611/42, mu byla 1. října 2012 odhalena pamětní deska.[6] Na desce je nápis: "V TOMTO DOMĚ ŽIL GENERÁLMAJOR FRANTIŠEK WEBER / * 28. 2. 1908 + 1. 10. 1991 / VELITEL 310. ČESKOSLOVENSKÉ STÍHACÍ PERUTI RAF / ÚČASTNÍK BITVY O BRITÁNII / MĚSTSKÁ ČÁST PRAHA 6 / 2011".[7]

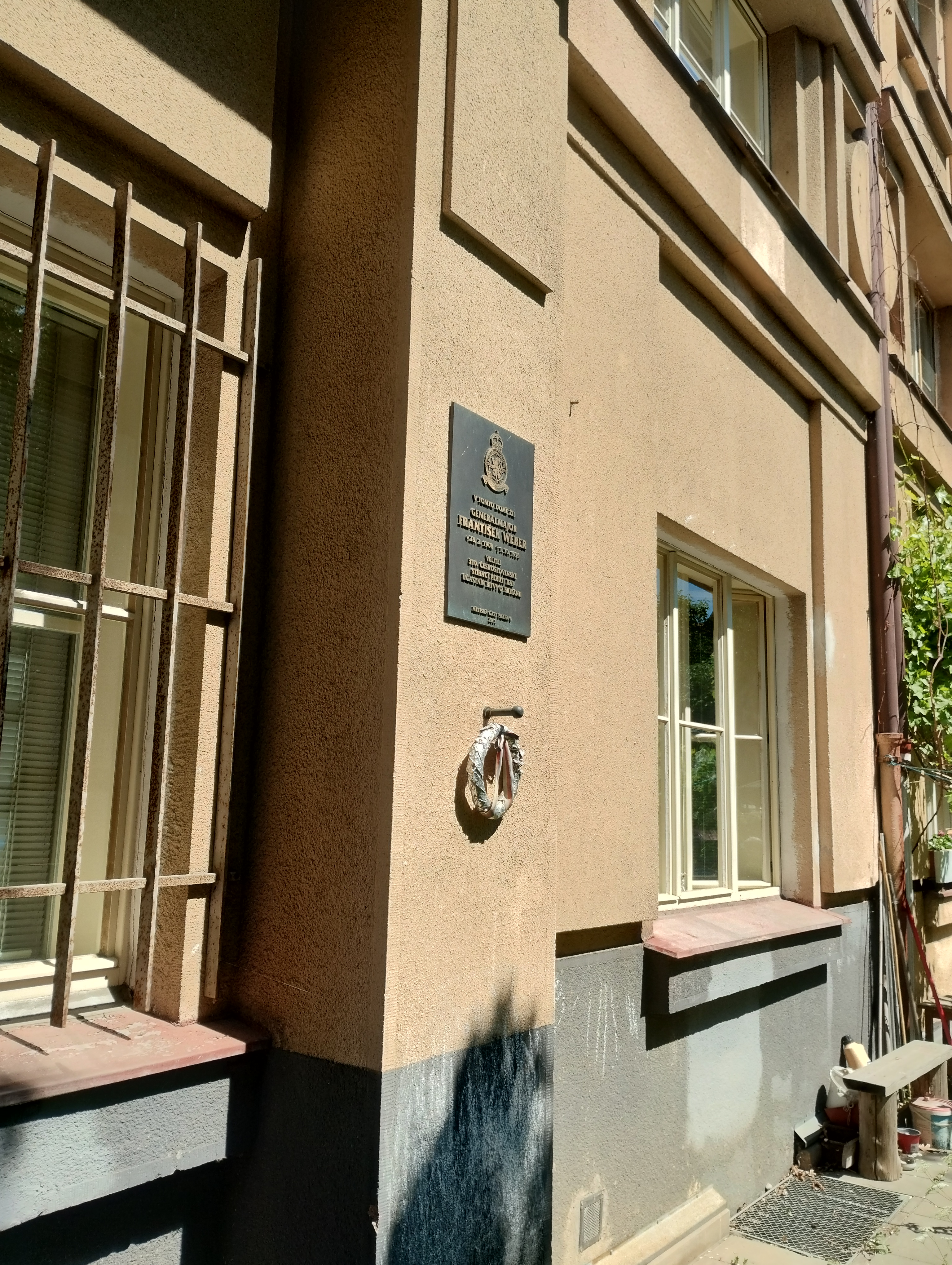
Dům s pamětní deskou v Rooseveltově ulici v Praze 6 Bubenči
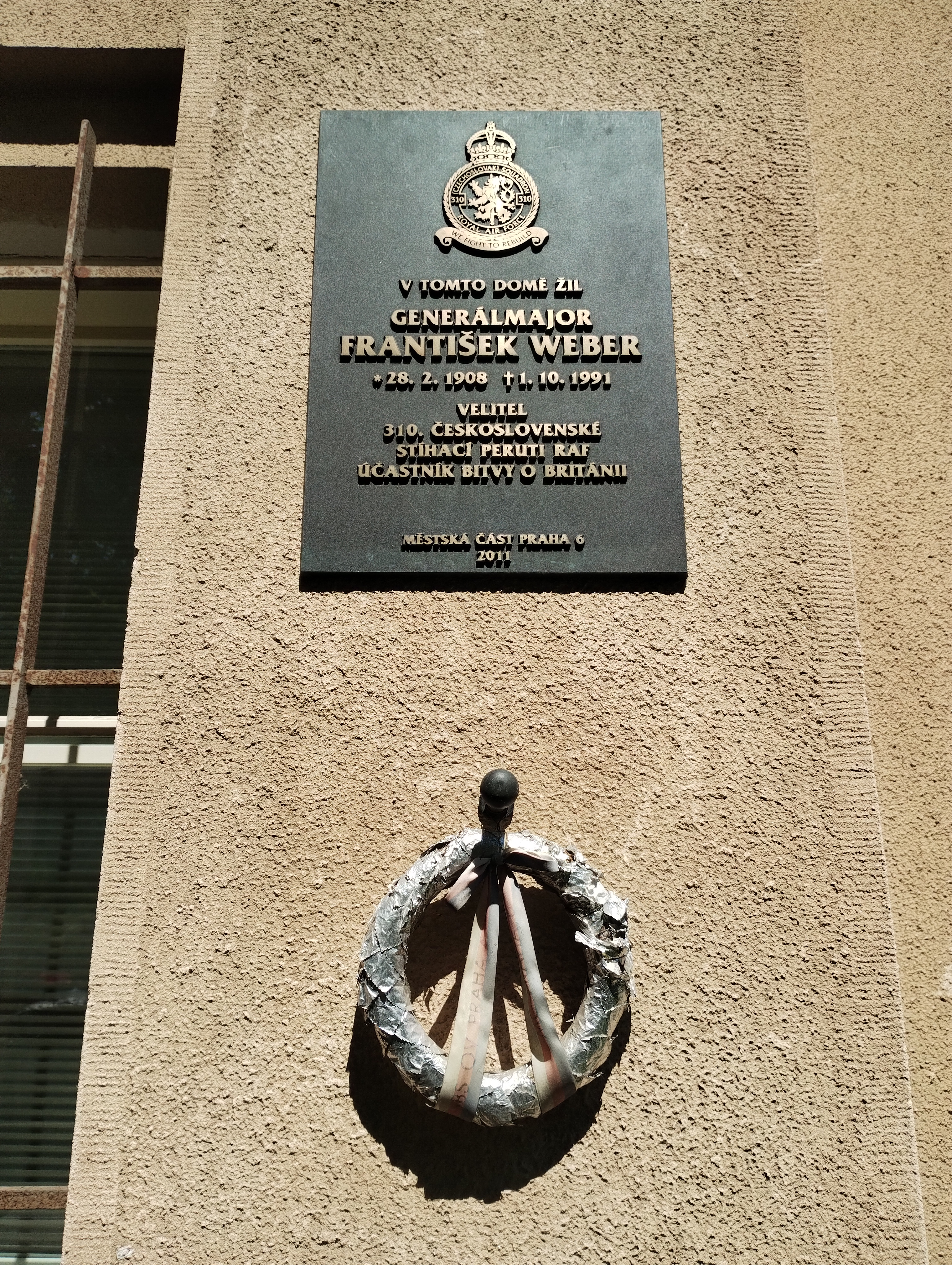
Pamětní deska na domě v Rooseveltově ulici v Praze 6 Bubenči
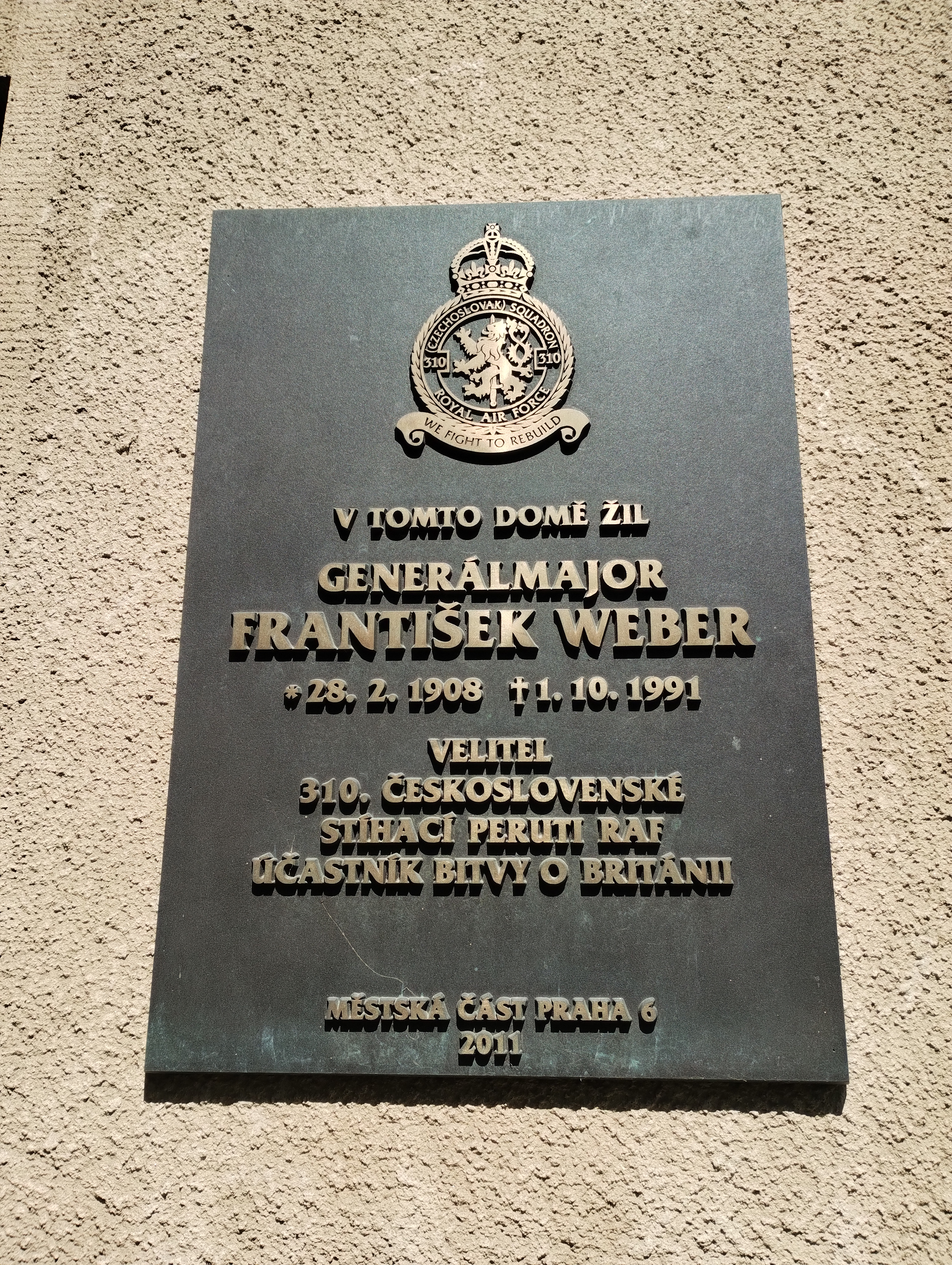
Pamětní deska na domě v Rooseveltově ulici v Praze 6 Bubenči